# Wu Chien-pao
Dans ce nom chinois, le nom de famille, Wu, précède le nom personnel Chien-pao.
Wu Chien-pao (chinois : 吳健保 ; pinyin : Wú Jiànbǎo), né le 29 novembre 1950 dans le district de Rende (Tainan) où il meurt le 8 septembre 2024, est un homme politique taïwanais.
Il a été membre du conseil du comté de Tainan de 1998 à 2010, et en a été le président de 2002 à 2010. Wu a siégé au conseil municipal de Tainan de décembre 2010 à mai 2011, date à laquelle il a été démis de ses fonctions dans le cadre d'un verdict judiciaire rendu à son encontre.
Wu Chien-pao est décédé d'un cancer de l'œsophage le 8 septembre 2024, à l'âge de 73 ans.